# Hiroyuki Igarashi
Hiroyuki Igarashi (五十嵐 広行 Igarashi Hiroyuki?,  Takehara, Prefectura de Hiroshima, 1 de junio de 1969), también conocido bajo su nombre artístico de Hiro (広?), es un bailarín, productor y actor japonés. Igarashi fue uno de los miembros originales y líder del grupo Exile, así como también el actual presidente de LDH. Igarashi se retiró de Exile en 2013 con el fin de enfocarse en su trabajo como productor.

## Biografía
Igarashi nació el 1 de junio de 1969 en la ciudad de Takehara, prefectura de Hiroshima, pero a una edad muy temprana se trasladó junto a su familia a Yokohama, Kanagawa, donde creció. Su padre es un asalariado que trabaja para la compañía eléctrica Electric Power Development. Asistió a la escuela secundaria Yokohama Shiritsu Kanazawako School y tras graduarse comenzó a trabajar en una tienda de discos.
En 1989, se unió al concurso de baile de un programa de televisión llamado Dada y se posicionó en el segundo lugar. En 1990, debutó como miembro del grupo Zoo. Al año siguiente, Igarashi formó un grupo de baile, Japanese Soul Brothers, y participó en la gira de Bobby Brown por Japón. Zoo se disolvió en 1995 e Igarashi participó como bailarín de respaldo en la gira de conciertos de Dreams Come True. En 1996, formó una nueva banda llamada Luv Deluxe, pero esta se separaría al año siguiente. En 1999, pasó a formar parte de J Soul Brothers, grupo que en 2001 cambiaría su nombre a Exile.
El 17 de octubre de 2002, Igarashi junto con los demás miembros de Exile establecieron la agencia Exile Entertainment Limited Company, mientras que el 18 de septiembre de 2003 fue creada LDH Corporation. Igarashi se retiró de sus actividades profesionales con Exile el 3 de abril de 2013 para centrarse en su trabajo como productor. En 2014, formó el grupo PKCZ. El 1 de enero de 2017, Igarashi se convirtió en el presidente de LDH World.

## Vida personal
El 14 de septiembre de 2012, Igarashi contrajo matrimonio con la actriz Aya Ueto. En agosto de 2015, la pareja le dio la bienvenida a su primer hijo, una niña.

## Grupos
- Zoo (1989 - 1995)
- Luv Deluxe (1996 - 1997)
- J Soul Brothers (1999 - 2001)
- Exile (2001 - 2013)
- PKCZ (2014 - presente)

## Filmografía

### Televisión
| Año  | Título             | Cadena   |
| ---- | ------------------ | -------- |
| 2005 | Shin Tokyo Hyakkei | Tokyo MX |

### Anuncios
| Año  | Título                                              | Ref.   |
| ---- | --------------------------------------------------- | ------ |
| 2009 | Meiji Fran                                          |        |
| 2010 | Yomiuri Shimbun "Real no Chikara"                   |        |
| 2010 | Toyota Wish                                         |        |
| 2011 | Ad Council Japan "Nihon no Chikara o, Shinji teru." |        |
| 2011 | Fujitsu Arrows                                      |        |
| 2012 | Fujitsu FMV                                         |        |
| 2015 | Suntory The Malts                                   | [ 14 ] |

### Radio
| Año  | Título       | Cadena |
| ---- | ------------ | ------ |
| 2001 | Oh! My Radio | J-Wave |